# Jürgen Oberschmidt
Jürgen Oberschmidt (* 1965 in Melle) ist ein deutscher Musikpädagoge und Musikwissenschaftler.

## Leben
Oberschmidt studierte Schulmusik, Musikwissenschaft, Pädagogik und Philosophie an der Hochschule für Musik, Theater und Medien Hannover und Germanistik an der Leibniz-Universität Hannover. Von 1985 bis 2013 war er als nebenberuflicher Kirchenmusiker und Chorleiter tätig, von 1990 bis 1992 Instrumentallehrer an der Musikschule Bünde (Violine, Viola, Streichorchester).
Nach seinem Referendariat am Studienseminar Osnabrück war er von 1996 bis 2013 Lehrer für Musik und Deutsch am Gymnasium am Markt Bünde tätig. 2004 wurde er an der Universität Osnabrück mit einer Arbeit über metaphorisches Sprechen im Musikunterricht zum Dr. phil. promoviert, die mit dem Sigrid-Abel-Struth-Preis der Wissenschaftlichen Sozietät Musikpädagogik ausgezeichnet wurde.
Von 2010 bis 2013 war er wissenschaftlicher Mitarbeiter an der Universität Kassel, er vertrat dort die Professur für Musikpädagogik und anschließend jene für Ästhetische Bildung und Bewegungserziehung.
2013 folgte er einem Ruf auf die Professur für Musik und ihre Didaktik an der Pädagogischen Hochschule Weingarten und ist seit 2016 an der Pädagogischen Hochschule Heidelberg tätig. Hier leitet er das Institut für Musik, Kunst und Medien.
Seit seiner Gründung 2014 ist Oberschmidt im Bundesvorstand des Bundesverbands Musikunterricht (BMU), seit 2018 ist er Präsident des BMU. Als Nachfolger von Friedhelm Brusniak wurde er 2021 Vorsitzender der Internationalen Leo-Kestenberg-Gesellschaft und 2021 Vorsitzender des Netzwerks Neue Musik Baden-Württemberg e. V. Seit 2023 nimmt er eine Gastprofessur an der Uniwersytet Pomorski w Słupsku wahr.
Seine Arbeitsschwerpunkte sind Musik und Sprache, fachübergreifende Unterrichtskonzepte, kreatives Gestalten und Komponieren, bildungstheoretische Grundlagen des Musikunterrichts.

## Schriften (Auswahl)
- Mit Metaphern Wissen schaffen – Erkenntnispotentiale metaphorischen Sprachgebrauchs im Umgang mit Musik. Augsburg 2011: Wißner [2., verbesserte Auflage 2022].
- Komponieren und Improvisieren im Musikunterricht. EinFach Musik. Unterrichtsmodell. Hrsg. von Norbert Schläbitz. Paderborn 2014: Schöningh.
- Bernd Enders, Jürgen Oberschmidt, Gerhard Schmitt (Hrsg.): Die Metapher als „Medium“ des Musikverstehens. Osnabrück 2013: epOs.
- Friedrich Kampe, Jürgen Oberschmidt, Franz Riemer (Hrsg.): Vielfalt neuer Wege. Bericht vom ersten Niedersächsischen Landeskongress Musikunterricht [Monographien des Instituts für musikpädagogische Forschung Hannover. Hannover 2014. 24].
- Jürgen Oberschmidt (Hrsg.): Geräuschtöne. Über die Musik von Carola Bauckholt. Regensburg 2014: ConBrio.
- Jürgen Oberschmidt, Stefan Zöllner-Dressler (Hrsg.): Musik – Bild – Bewegung – Sprache. Zu Theorie und Praxis der ästhetischen Transformation. Essen 2019: Die blaue Eule.
- Dorothee Barth, Georg Biegholdt, Ortwin Nimczik, Jürgen Oberschmidt, Michael Pabst-Krueger (Hrsg.): musikunterricht 4. Bildung – Musik – Kultur: Am Puls der Zeit. [Tagungsband zum Bundeskongress Musikunterricht, Hannover 2018] Kassel u. Mainz 2018.
- Georg Biegholdt, Martina Benz, Jürgen Oberschmidt (Hrsg.): Resonanz. Tagungsband zum 5. Bundeskongress Musikunterricht in Mannheim [Diskurs Musikunterricht 1]. Mainz: Schott.